# Little Big Planet 3
LittleBigPlanet 3 är ett pussel-plattformsspel utvecklat av Sumo Digital och utgivet av Sony Computer Entertainment till Playstation 3 och Playstation 4. Det släpptes över hela världen mellan november och december 2014 och det är den tredje huvuddelen i LittleBigPlanet-serien och den sjätte delen totalt sett. Det tillkännagavs på Sonys E3 2014 media briefing den 9 juni 2014. Det utvecklades främst av Sumo Digital, med stöd från XDev och Media Molecule.
LittleBigPlanet 3 fick mestadels positiva recensioner. Spelrecensenterna berömde spelets grafik, skaparläget och de många nya spelelementen. Spelet har dock fått kritik för sina tekniska problem.